# Loupiac (Gironde)
Loupiac ist eine französische Gemeinde mit 1087 Einwohnern (Stand 1. Januar 2022) im Département Gironde in der Region Nouvelle-Aquitaine.

## Geographie
Die Gemeinde liegt circa 40 Kilometer südöstlich der Stadt Bordeaux. Loupiac verfügt über eine Fläche von 9,57 km² und liegt auf einer mittleren Höhe von 85 m. Die Gemeinde gehört zum Kanton L’Entre-deux-Mers im Arrondissement Langon.

## Bevölkerungsentwicklung
| Jahr                      | 1962 | 1968 | 1975 | 1982 | 1990 | 1999 | 2011 | 2016 |
| Einwohner                 | 948  | 890  | 966  | 981  | 990  | 939  | 1148 | 1114 |
| Quelle: Cassini und INSEE |      |      |      |      |      |      |      |      |

## Weinbau
Allein 551 Hektar der Gemeindefläche werden für den Weinbau genutzt. Die Gemeinde gibt dabei dem Weinbaugebiet Loupiac seinen Namen.

## Baudenkmäler

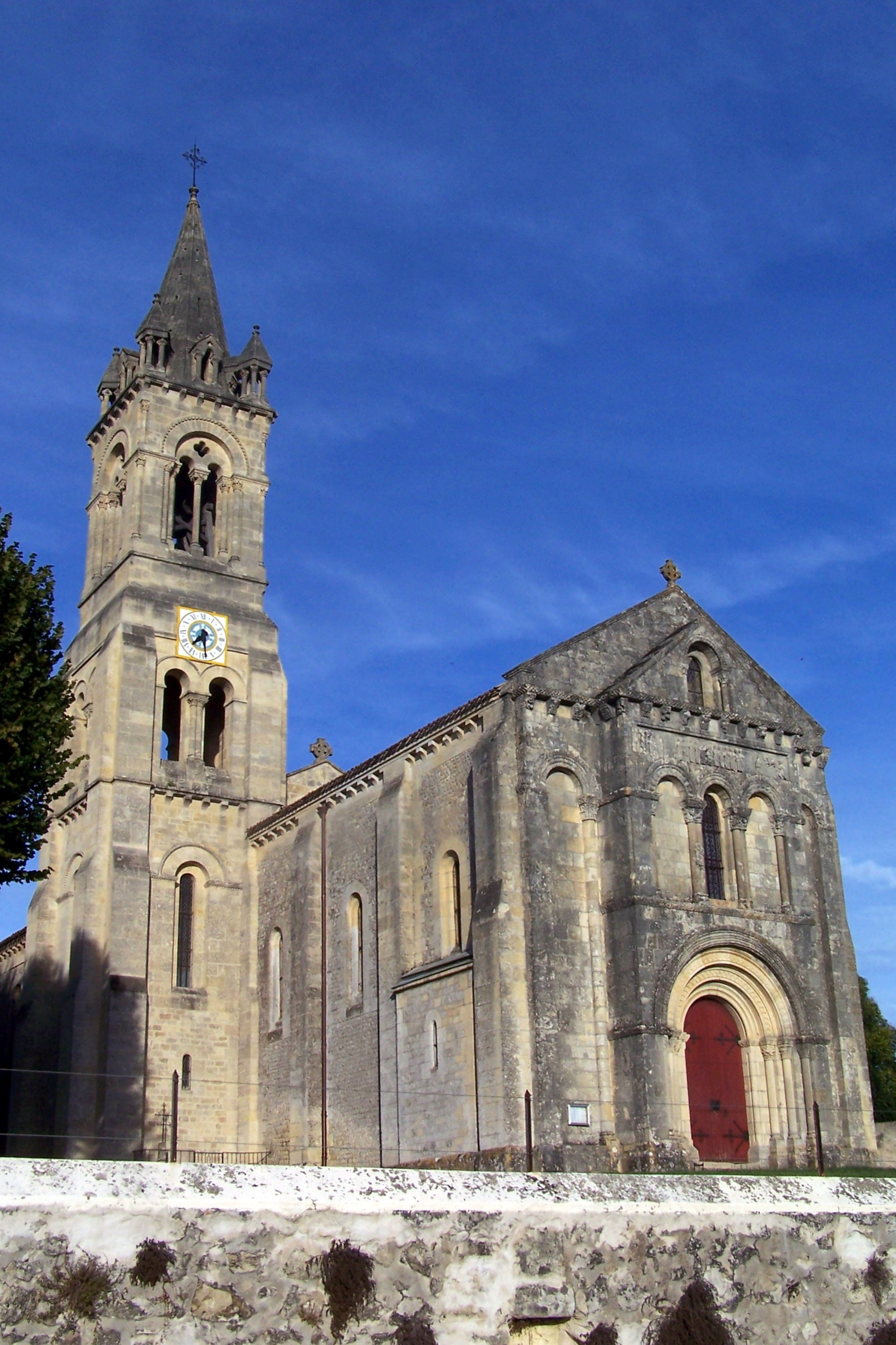
Kirche Saint-Pierre

Siehe auch: Liste der Monuments historiques in Loupiac (Gironde)
- Kirche Saint-Pierre